# Takson
En takson (flertal: taksa) er en gruppe af organismer, der af taksonomer betragtes som en enhed.
Der kan blandt taksonomer være store diskussioner om, hvor vidt en organisme tilhører en takson eller en anden, men ofte vil de naturlige taksa være defineret ud fra evolutionære sammenhænge således, at hvis to organismer nedstammer fra samme organisme, vil de tilhøre samme takson. En takson gives normalt et navn eller tilknyttes et niveau, men dette er ikke nødvendigt.
| Biologisk klassifikation                                                             |
| ------------------------------------------------------------------------------------ |
| Domæne Rige Række / Division Klasse Orden Familie Tribus Slægt Art Underart Varietet |

I biologien opererer man med en række taksa hvoraf nogle af de vigtigste er:
- Domæne
- Rige
- Række
- Klasse
- Orden
- Familie

| Biologi | Spire Denne artikel om biologi er en spire som bør udbygges. Du er velkommen til at hjælpe Wikipedia ved at udvide den. |